# Iridogorgia magnispiralis
Iridogorgia magnispiralis is een zachte koraalsoort uit de familie Chrysogorgiidae. De koraalsoort komt uit het geslacht Iridogorgia. Iridogorgia magnispiralis werd in 2007 voor het eerst wetenschappelijk beschreven door Watling.